# Justin Wright-Foreman
Justin Jamel Wright-Foreman (Queens, Nueva York; 27 de diciembre de 1997) es un jugador de baloncesto estadounidense que pertenece a la plantilla del Al-Rayyan de la QBL de Catar. Con 1,88 metros de estatura, ocupa la posición de base. 

## Trayectoria deportiva

### Universidad
Jugó cuatro temporadas con los Pride de la Universidad Hofstra, en las que promedió 18,6 puntos, 2,9 rebotes y 2,1 asistencias por partido. El 9 de febrero de 2019 anotó 48 puntos ante William & Mary, igualando el récord histórico de anotación en un partido de los Pride, que hasta ese momento conservaba en solitario Bill Thieben desde los años 50, superando además en ese partido los 2.000 puntos en su carrera.. Acabó esa última temporada promediando 27,1 puntos por partido, el segundo mejor registro de toda la División I de la NCAA, solamente superado por Chris Clemons, de Campbell.
En sus dos últimas temporadas fue elegido Jugador del Año de la Colonial Athletic Association.

#### Estadísticas
| Año     | Equipo  | PJ  | PT | MPP  | %TC  | %3P  | %TL  | RPP | APP | ROB | TPP | PPP  |
| ------- | ------- | --- | -- | ---- | ---- | ---- | ---- | --- | --- | --- | --- | ---- |
| 2015–16 | Hofstra | 27  | 0  | 4.1  | .447 | .235 | .545 | .3  | .1  | .1  | .1  | 1.6  |
| 2016–17 | Hofstra | 32  | 17 | 28.3 | .493 | .372 | .764 | 3.6 | 1.6 | .8  | .1  | 18.1 |
| 2017–18 | Hofstra | 31  | 30 | 37.8 | .449 | .366 | .799 | 3.3 | 3.2 | .8  | .2  | 24.4 |
| 2018–19 | Hofstra | 35  | 35 | 37.7 | .511 | .425 | .864 | 4.0 | 2.9 | .9  | .2  | 27.1 |
| Total   | Total   | 125 | 82 | 28.1 | .483 | .386 | .811 | 2.9 | 2.1 | .7  | .2  | 18.6 |

### Profesional
Fue elegido en la quincuagésimo tercera posición del Draft de la NBA de 2019 por Utah Jazz. Obtuvo un contrato dual, disputando la mayor parte de la temporada con el filial, los Salt Lake City Stars. Debutó en la NBA el 21 de febrero de 2020 ante San Antonio Spurs, disputando un total de cuatro encuentros con el primer equipo.
En diciembre de 2020 firma un contrato no garantizado con New Orleans Pelicans, siendo cortado al día siguiente. El 12 de enero de 2021 firma como jugador afiliado con los Erie BayHawks de la NBA G League, promediando 12 puntos en 15 encuentros.
El 21 de abril de 2021, firma por el  Chorale Roanne Basket de la Pro A francesa.
El 20 de agosto de 2021, firma por el Socar Petkim Spor Kulübü de la Basketbol Süper Ligi turca.
El 10 de febrero regresa a la G League a las filas de los Birmingham Squadron, disputando 14 encuentros hasta final de temporada.
El 27 de julio de 2022 fichó por el equipo alemán del Brose Bamberg de la Basketball Bundesliga.
El 30 de enero de 2023, se une a los Westchester Knicks de la G League, con los que disputó 18 partidos hasta final de temporada.
El 29 de mayo de 2023 firma por los Saskatchewan Rattlers de la Canadian Elite Basketball League, donde lideró la liga CEBL en anotación con 29,2 puntos por encuentro.
El 27 de diciembre de 2023, se une a Capitanes de Ciudad de México de la G League, pero fue despedido el 27 de enero de 2024 tras 12 encuentros.
El 15 de febrero de 2024 firmó con Carpegna Prosciutto Basket Pesaro de la Lega Basket Serie A italiana.
En octubre de 2024 se unió al Al-Rayyan de Catar, haciendo su debut con el equipo en la Qatar Cup.

### Selección nacional
Como jugador de la selección de baloncesto de Estados Unidos disputó partidos en las instancias de clasificación a la Copa Mundial de Baloncesto de 2023 y a la FIBA AmeriCup de 2025.

## Estadísticas de su carrera en la NBA

### Temporada regular
| Año     | Equipo | PJ | PT | MPP  | %TC  | %3P  | %TL  | RPP | APP | ROB | TPP | PPP |
| ------- | ------ | -- | -- | ---- | ---- | ---- | ---- | --- | --- | --- | --- | --- |
| 2019-20 | Utah   | 4  | 0  | 11.3 | .350 | .200 | .750 | 1.3 | 1.8 | .5  | .0  | 4.8 |
| Total   | Total  | 4  | 0  | 11.3 | .350 | .200 | .750 | 1.3 | 1.8 | .5  | .0  | 4.8 |